# カミカゼ (レジャック)
『カミカゼ』（Kamikaze）は、1980年5月にコナミ工業が開発。レジャックが発売したアーケードゲーム式コンピュータゲームである。ジャンルはシューティングゲームである。
アメリカ合衆国ではスターン・エレクトロニクスからライセンス生産された（後述）。

## フィーチャー（ルール・演出）
「画面下部への侵攻を目指す多数の小型の雑魚キャラクター」、「UFOという母船」、「画面下部で左右にしか移動できない砲台」などタイトーの『スペースインベーダー』を踏襲している部分があり、『インベーダー』をアレンジしたゲームと言える。アーケードゲーム基板も、コナミによって『インベーダー』のキャラデザインなどを変更したコピーゲームである『スペースキング』を改造している。このため画面上の特定の場所に特定の色しか付けられず、キャラクターが動くと色が変わる。
1. 大型UFOが右から中央にゆっくり現れ、『ギャラクシアン』のエイリアンのような姿の雑魚キャラを、規則的かつ等間隔で放出し始める。なおこの大型UFOは撃ち落とせない。
2. 大型UFOの下は縦長の筒状が12本並んでいる。最初の雑魚キャラは左端から落下し、2〜7番目の雑魚キャラは左から1〜6番目の筒にたまり、8〜13番目は右の筒にたまり、14番目は右端から落下する。雑魚キャラは以後これを左右往復で繰り返す。
3. プレイヤーは砲台を左右に操作して弾を発射し、雑魚キャラや中型UFOを倒す。
4. 筒にたまるのは4匹までで、5匹目が入ると下へ1匹が押し出されて落下する。筒にたまっている雑魚キャラを撃つと下詰めされ、筒の上から1匹減る。また筒と雑魚キャラの間にはわずかだが開きがあり、ここを弾が通ると、筒の上を横移動中の雑魚キャラを撃つこともできる（『インベーダー』でインベーダーの間をぬってUFOを撃ち落とすようなもの）。
5. 床に落下した雑魚キャラは床にそって左右に衝撃波を出す。砲台は雑魚キャラに当たらなくとも、衝撃波に当たれば爆発して1回ミスとなってしまう。カミカゼの名はこれに由来する。
6. 時々画面中央から中型UFOが降りてくるので、撃つと100、200、300、400、800点いずれかのミステリーポイントが入る。中型UFOは床に衝突すると衝撃波が床全体に広がって1回ミスになる（これはデモプレイ画面でも見ることができる）。したがってプレイヤーがミスせずゲームを続ける限り、中型UFOを撃ちのがすことはないが、撃つたび画面の中央に来なければならないので、雑魚キャラの破壊や回避に要する移動の邪魔となる。
7. 雑魚キャラが100匹出て大型UFOの表示残数がゼロになると画面全体が止まり、大型UFOが右へ退避して1面終了。また新たな大型UFOが右から出てきて、ゲームが1から繰り返されるが、雑魚キャラの動く速度が速くなっていく。
8. 砲台が全滅するとゲームオーバー。

## 関連作品
アストロインベーダー（Astro Invader）
ピンボール五大メーカーの1つであるスターン・エレクトロニクスのテレビゲーム参入作第一号として、『アストロインベーダー』（Astro Invader）のタイトルで、1980年8月にライセンス生産された。
なお、『スペースインベーダー』ブーム時に日本バーリー社が出した『インベーダー』のコピーゲームである『アストロインベーダー』およびデータイーストからセガを経由してピンボール事業を引き継いだ2代目スターン社とは無関係である。
国内メーカーと海外メーカのライセンスは、一部では特定のメーカー同士の結びつきも強く（タイトーとミッドウェイ、ナムコとミッドウェイ、ナムコとアタリなど）、コナミから海外メーカへのライセンスは当初スターンのみだった。だが数年たつと、コナミから他の海外メーカーへのライセンスも行われ、スターンの独占ではなくなった。
ゲームの細部には『カミカゼ』と異なる部分がある。
- 大型UFOに書かれている名前が、LEIJACからSTERNに変わっている。
- 放出する雑魚キャラは200匹。
- 雑魚キャラが端に来てもすぐ落下しない。
- 衝撃波が国内版より短い。
- 中型UFO出現場所は左端・中央・右端の3ヶ所。

日本国内においては何種類かのエミュレーター基板が上陸した際、『Ultrarcade』に初代スターンのゲームがいくつか収録され、これで『アストロインベーダー』を遊ぶことができる。カラーリングが国内版と異なるが、『アストロインベーダー』のオリジナル基板の色が『カミカゼ』と同じか、『Ultrarcade』と同じかは不明。
ザイゴン（Zygon）
アメリカのオムニビデオゲーム社とファーンクレーン社が発売した『アストロインベーダー』のコピーゲーム。両社は著作権違反で法的手続きが進められ、販売禁止命令を受けている。
アストロインベーダー（アルカディア版）
家庭用ゲーム機への移植。ゲームタイトルはカミカゼではない。比較的古いゲーム機のため、画面などの再現性はアーケード版と異なる。当時の同ゲーム機のテレビコマーシャルにも、ゲーム中の映像が登場していた。
エイリアン・フォール（ALIEN FALL）
『I/O』誌に発表された、PC-8001用の移植作品。投稿者は当時同誌の投稿常連だったスタープログラマー・芸夢狂人（鈴木孝成）。カラーリングやゲーム内容はほぼ忠実だが、PC-8001のグラフィックがアーケードと比べるとかなり荒かった事や、大型UFOの移動方向が常時左向き、65000点取ると強制的にゲームオーバーになる（プレイヤーの点数用ワークエリアを2バイトつまり65335点分しかとっていない）などが異なる。